# Ostrowik (powiat wołomiński)
Ostrowik – wieś w Polsce położona w województwie mazowieckim, w powiecie wołomińskim, w gminie Poświętne. Ma status sołectwa.
W latach 1975–1998 miejscowość należała administracyjnie do województwa siedleckiego. 
Wierni Kościoła rzymskokatolickiego należą do parafii Chrystusa Miłosiernego w Zabrańcu.